# Strada statale 371 della Valle del Sabato
La ex strada statale 371 della Valle del Sabato (SS 371), ora strada provinciale ex SS 371 della Valle del Sabato (SP ex SS 371), è una strada provinciale italiana che prende il nome dalla valle scavata dall'omonimo fiume.

## Percorso
La strada ha inizio dalla ex strada statale 88 dei Due Principati nei pressi della stazione di Altavilla Irpina, sulla linea ferroviaria Benevento-Avellino.
Il tracciato risale il corso del fiume, attraversando i centri abitati di Tufo e Pratola Serra, per innestarsi infine sulla strada statale 7 Via Appia.
In seguito al decreto legislativo n. 112 del 1998, dal 17 ottobre 2001 la gestione è passata dall'ANAS alla regione Campania, che nella stessa data ha ulteriormente devoluto le competenze alla provincia di Avellino.